# Municipio de Nässjö
El municipio de Nässjö (en sueco: Nässjö kommun) es un municipio en la provincia de Jönköping, al sur de Suecia. Su sede se encuentra en la localidad de Nässjö. El municipio actual se creó en 1971 cuando la ciudad de Nässjö (instituida en 1914) se fusionó con cinco municipios circundantes.

## Localidades
Hay 11 áreas urbanas (tätort) en el municipio:
| #  | Tätort      | Población |
| -- | ----------- | --------- |
| 1  | Nässjö      | 18 377    |
| 2  | Bodafors    | 2019      |
| 2  | Forserum    | 2113      |
| 4  | Malmbäck    | 1151      |
| 5  | Anneberg    | 826       |
| 6  | Solberga    | 384       |
| 7  | Grimstorp   | 331       |
| 8  | Fredriksdal | 307       |
| 9  | Äng         | 277       |
| 10 | Ormaryd     | 211       |
| 11 | Stensjön    | 255       |

## Ciudades hermanas
Nässjö está hermanado o tiene tratado de cooperación con:
- Brønderslev, Dinamarca
- Eidsberg, Noruega